# Rhinyptia nigrifrons
Rhinyptia nigrifrons är en skalbaggsart som beskrevs av Ernst Gustav Kraatz 1895. Rhinyptia nigrifrons ingår i släktet Rhinyptia och familjen Rutelidae. Inga underarter finns listade i Catalogue of Life.